# EBM
Electronic body music (скорочено EBM) — музичний напрямок, що містить в собі елементи індастріалу i електронного панку. З'явився на початку 1980-х років. Початково на цей напрямок впливала індустріальна музика (Throbbing Gristle, Cabaret Voltaire) та європейський електропанк (DAF, Liaisons Dangereuses, Portion Control), а також чисто електронна музика (Kraftwerk).

## Характеристика
Стиль характеризується чітким танцювальним бітом, чистим, не перетвореним електронікою вокалом, крики та ґроул, оброблений ефектами реверберації та ехо і репетитивними секвенцерними лініями. Популярними в ті часи синтезаторами були Korg MS-20, Emulator II, Oberheim Matrix чи Yamaha DX7. Типові ритми EBM основані на біті 4/4 деякою мірою синкоповані, що нагадують ритмічну структуру рок-музики.

## Етимологія
Термін electronic body music був запропонований бельгійським гуртом Front 242 в 1984 для опису музики з їх міні-альбомом No Comment, виданому того ж року. Кількома роками раніше, DAF з Німеччини вжила термін «Körpermusik» (дослівно тіло-музика), описуючи звук своєї електро-панкової музики.
Іншим терміном, що відсилає до EBM є aggrepo, тобто «aggressive pop» — агресивний поп. Термін вживався головним чином в Німеччині на початку 1980-х.

## Історія
На початку 1980-х такі групи як Front 242 чи Nitzer Ebb (обидві відчули вплив Deutsch-Amerikanische Freundschaft, Cabaret Voltaire i Throbbing Gristle) почали поєднувати німецький електропанк з елементами британської музики індастріал. Результатом того стало танцювальні звуки, що отримали назву EBM. Найзначнішими альбомами цього напрямку були «Official Version» Front 242 i «That Total Age» Nitzer Ebb, обидві випущені 1987 року.
В другій половині 1980-х років американські і канадські гурти такі як Front Line Assembly, Ministry, Batz Without Flesh та Schnitt Acht почали грати типовий європейський EBM. Вони поєднали долучили до існуючого на той момент стилю елементи жорсткої американської пост-індустріальної музики (Revolting Cocks). Незабаром багато гуртів таких як Nine Inch Nails під впливом EBM створили більш роковий стиль. Одним з найвідоміших результатів стало видання 1989 року Head Like A Hole.
В той же час EBM став популярній на андерграундовій сцені, головним чином в Європі. В той час найвідомішими лейблами були Antler-Subway, KK Records, німецькі Animalized, Techno Drome International, Zoth Ommog, американські Wax Trax! i шведські Front Music Production, Energy.
Іншими артистами окрім Front 242 i Nitzer Ebb є Die Krupps, Vomito Negro, Signal Aout 42, Insekt, Force Dimension, Bigod 20 i Electro Assassin.
Кілька інших гуртів таких як A Split-Second (бельгійський електро-рок), AAAK, The Weathermen, The Klinik, Borghesia, The Neon Judgement, Attrition або Philadelphia Five також творили музику характерну для цього напрямку однак не відносили себе до EBM.
Деякі з артистів сцени EBM творили під впливом New beat i Goa trance (Juno Reactor, Astral Projection, Eon Project).

## Значні EBM артисти
| - A Split-Second (Бельгія) - Aircrash Bureau (Німеччина) - And One (Німеччина) - Armageddon Dildos (Німеччина) - Bigod 20 (Німеччина) - D.A.F. (Німеччина) - DRP (Японія) - Dupont (Швеція) [перший альбом] - Electro Assassin (Велика Британія) - Fatal Morgana (Бельгія) - Force Dimension (Нідерланди) - Front 242 (Бельгія) | - Front Line Assembly (Канада) [1987-1989] - Insekt (Бельгія) - Inside Treatment (Швеція) - The Invincible Spirit (Німеччина) - Ionic Vision (Бельгія) - The Klinik (Бельгія) - Kode IV (Бельгія) - Die Krupps (Німеччина) [другий албьом] - Leæther Strip (Данія) [перший альбом] - Nitzer Ebb (Велика Британія) - Oomph! (Німеччина) [перший альбом] - Orange Sector (Німеччина) | - Paranoid (Німеччина) - Pouppée Fabrikk (Швеція) - Proceed (Німеччина) - Scapa Flow (Швеція) - Shift (Бельгія) - Signal Aout 42 (Бельгія) - Spetsnaz (Швеція) - Sturm Café (Швеція) - Tommi Stumpff (Німеччина) - Tyske Ludder (Бельгія) - Typis Belgis (Бельгія) - Vomito Negro (Бельгія) |

## Музичні приклади
- DRP — Enkephalin (1990)ⓘ
- Force Dimension — Kill The Light (1990)ⓘ
- Spartak — Pour le Grec (1990)ⓘ
- Pouppée Fabrikk — Summon The Spirits (1992)ⓘ
- Armageddon Dildos — Infected (1993)ⓘ
- Leæther Strip — Body Machine Body (1990)ⓘ
- Electro Assassin — Toxic Shock (1993)ⓘ